# Stajki
Stajki – kolonia wsi Jeleniec w Polsce, położona w województwie lubelskim, w powiecie łukowskim, w gminie Stanin.
W latach 1975–1998 Stajki należały administracyjnie do województwa siedleckiego.